# Romain Gavras
Romain Gavras (Atenes, 4 de juliol de 1981) és un director de cinema grecofrancès, conegut per haver dirigit videoclips controvertits per la seva extrema violència, com «Stress» del duet de música electònica Justice, o «Born Free» de la cantant tàmil M.I.A. Les seves obres sovint presenten una ambientació aspra i realista juxtaposada a un contingut trencador i trepidant. Va guanyar dos premis MTV Video Music Awards el 2012 a la millor cinematografia i a la millor direcció, ambdós pel videoclip «Bad Girls» que va dirigir per a M.I.A.
És fill del director de cinema Costa-Gavras i cofundador el 1994, amb Kim Chapiron, del col·lectiu d'artistes que treballen en l'àmbit audiovisual Kourtrajmé.

## Filmografia
- Le Monde est à toi (2018)
- Notre jour viendra (2010)[3]
- A Cross the Universe (2008)
- Traitement de substitution n°4 (2002)
- La barbichette (2002)
- Petit Ben (2000)

## Videografia
- 2002 : Changer le monde de Rocé
- 2003 : Pour ceux de Mafia K'1 Fry
- 2004 : Y'en a des biens de Didier Super
- 2007 : I Believe de Simian Mobile Disco
- 2007 : Stress de Justice
- 2007 : Trankillement de Fatal Bazooka
- 2007 : Signatune de DJ Mehdi
- 2008 : The Age of The Understatement de The Last Shadow Puppets
- 2010 : Born Free de M.I.A.
- 2012 : Bad Girls de M.I.A.
- 2012 : No Church in the Wild de Jay-Z i Kanye West[4]
- 2016 : Gosh de Jamie xx[5]
- 2018 : Nothing Breaks Like a Heart de Mark Ronson